# Budde (westfälisches Adelsgeschlecht)

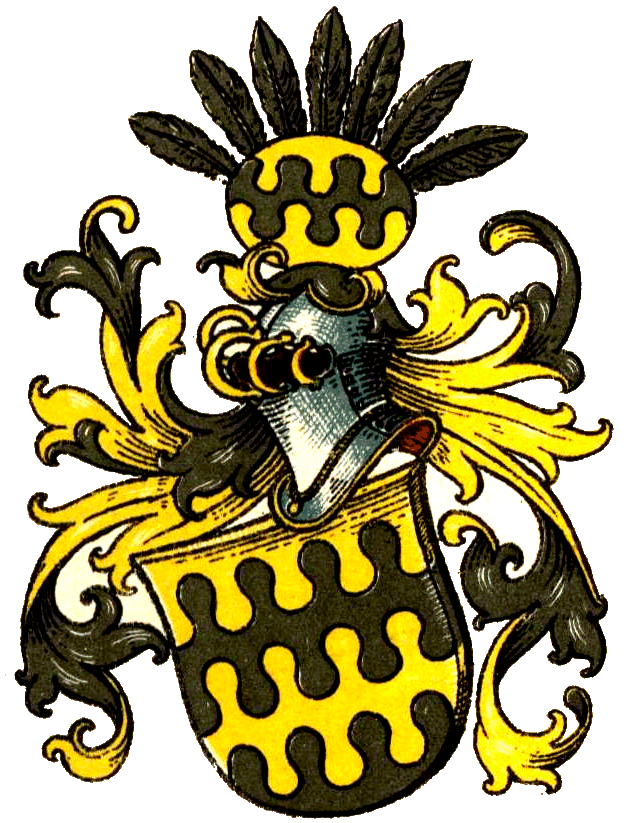
Wappen der Budde (Westfalen) im Wappenbuch des Westfälischen Adels

Budde ist der Name eines westfälischen Adelsgeschlechts.
Das Geschlecht ist zu unterscheiden von den pommersch-dänisch-oeselschen Budde, den rügischen Budde und den preußischen Budde.
In Westfalen gab es mindestens noch zwei weitere Adelsfamilien Budde, soweit lässt sich zumindest aus zwei zum vorhergehenden grundverschiedenen Wappen schließen.
Die Familie der westfälischen Budde ist stammesverwandt mit den wappenähnlichen Herren von Drantum.

## Geschichte
Die westfälischen Budde entfalteten sich nach Kneschke vom 12. bis zum 16. Jahrhundert im Raum Osnabrück-Tecklenburg-Minden, wo sie in Buddenburg, Buddemühlen, Drantum, Hange, Herslage und Tecklenburg auftraten.
Zuerst genannt wurde Hermann Budde von Tranthem, urkundlich 1189–1226. Lubbert Budde, 1251 Ritter, war Zeuge in einer Urkunde des Grafen Otto von Tecklenburg. Mit Dietrich Budde konnte die Familie 1585 einen Domherren in Minden stellen. Hugo Budde war von 1551 bis 1567 Domdechant in Paderborn.
Ein Zweig breitete sich nach Kurland aus und blühte dort bis ins 17. Jahrhundert. Im Bestand des „Kurländisch-Livländischen Archivs“ sind 33 Personenkarten bzw. -eintragungen ab dem 16. Jahrhundert zur Familie bekannt. Wolter von Plettenberg belehnte Jürgen Budde im Jahre 1532 mit Alt Odern. 1542 trat dieser unter dem Namen Jürgen von Soest, 1562 als Jürgen von Soest genannt Budde und späterhin nur als von Budde auf. Sein Enkel Johann Budde, Erbherr auf Odern, hat 1631 um die Aufnahme in die kurländische Ritterbank ersucht, wurde jedoch ebenso wie 1634 wegen fehlender Adelsnachweise abgewiesen. Am 30. Juni 1648 schließlich wurde ihm von der herzoglichen Kanzlei der Titel „Edel“ doch noch zugeschrieben und er konnte in die Matrikel der kurländischen Ritterschaft (Nr. 125, später Nr. 183) eingetragen werden.

## Wappen
Blasonierung: In Gold ein schwarzer Wolkenbalken. Auf dem Helm der Schild mit fünf schwarzen Hahnenfedern. Die Helmdecken sind schwarz-golden.
In Kurland sind zwei Varianten des Wappens bekannt:
1. Den Schild von Gold und Schwarz dreimal mit Wolken geteilt, auf dem Helm ein querliegendes goldenes Stirnbrett mit sieben abgestumpften goldenen Federn besteckt, darin ein schwarzer Wolkenbalken.
2. Im Schild zwei Wolkenschnitte, auf dem Helm ein ebenso gezeichneter Hut ohne Spitze, oben besteckt mit einem T, das oben vier Pfauenfedern trägt.